# Мариненко, Николай Николаевич
Николай Николаевич Мариненко (род. 14 января 1963, Омск) — советский и российский хоккеист, нападающий. Мастер спорта СССР (1986).

## Биография
В секцию борьбы, куда сначала хотел записаться Мариненко, он не поступил из-за возраста. Через два дня стал заниматься на стадионе «Сибирский нефтяник», где играл в футбол на позиции вратаря и в хоккей — нападающим. С 1976 года окончательно перешёл в хоккей. Играл на первенство Омска за «Сибирский нефтяник». В 1977 году перешёл в специализированную хоккейную школу на стадионе «Динамо».
В 1978 году с командой стал победителем турнира в Темиртау, в 1979 — победителем первенства Союза в своём регионе. В сезоне 1980/81 дебютировал в первенстве СССР в составе команды второй лиги «Шинник» Омск. Двухлетнюю армейскую службу проходил в Новосибирске, играя за команду первой лиги СКА; последние полгода службы провёл в военной части. Сезоны 1983/84 — 1984/85 отыграл в омском «Авангарде», во втором сезоне в 52 матчах набрал 76 (58+18) очков, в матче с магнитогорским «Металлургом» забросил семь шайб. В межсезонье 1985 года приглашался в СК им. Урицкого (Казань), тренировался в рижском «Динамо» и «Автомобилисте» Свердловск, но был вынужден перейти в воскресенский «Химик». Начинал играть во второй пятёрке вместе с Трухно, Ваниным, Давыдкиным и Смирновым.
В 1988 году вернулся в «Авангард», через два года перешёл в тольяттинскую «Ладу», в сезоне 1990/91 в 60 матчах первой лиги набрал 66 (42+24) очков.
В сезонах 1992/93 — 1993/94 на профессиональном уровне не выступал. В 1994 году вновь вернулся в «Авангард», с которым стал бронзовым призёром чемпионата России в 1996 году. В дальнейшем выступал за СКА-«Амур» Хабаровск (1996/97 — 1997/98) и «Рубин» Тюмень (1998).
Мощный, высокого роста характеризовался феноменальным кистевым броском, тонким пониманием игры, здоровьем, самоотдачей и трудолюбием.
Занимает третье место в списке всех снайперов «Авангарда» за всю историю (231 шайба). Обладатель приза «Рыцарю атаки» для игрока, чаще других забрасывавшего три и более шайб в одном матче (1994/95).
В сезоне 1987/88 играл за вторую сборную СССР в турне по Канаде. На рубеже 1995—1996 годов играл за сборную России (сборную клубов) против сборной Канады.
Работал тренером в ДЮСШ «Авангард». Тренировал команду «Беркут», ставшую чемпионом Любительской хоккейной лиги. Соорганизатор Омской хоккейной лиги.
17 февраля 2024 года в Омске на «Джи-Драйв-Арене» был поднят стяг № 66 с именем Мариненко.